# Кончервьяно
Кончервиано (итал. Concerviano) — коммуна в Италии, располагается в регионе Лацио, в провинции Риети.
Население составляет 343 человека (2008 г.), плотность населения составляет 16 чел./км². Занимает площадь 21 км². Почтовый индекс — 2020. Телефонный код — 0765.
Покровителем коммуны почитается святитель Николай Мирликийский, празднование 6 декабря.

## Демография
Динамика населения:

## Администрация коммуны
- Официальный сайт: